# کوشک نصرت
کوشک نصرت مربوط به سده‌های متاخر دوران‌های تاریخی پس از اسلام است و در شهرستان قم، بخش مرکزی، دهستان قمرود، روستای کوشک نصرت واقع شده و این اثر در تاریخ ۲۷ آبان ۱۳۸۶ با شمارهٔ ثبت ۲۰۲۳۲ به‌عنوان یکی از آثار ملی ایران به ثبت رسیده است. 
این بنا دارای دو بخش به فاصله ۵۰۰ متر از هم بنا شده‌است، که بخش اول دارای یک کاروانسرا و یک شاه‌نشین و یک استخر بزرگ و قنات سنگ بست می‌باشد، این کاروانسرا مربوط به دوره ساسانیان می‌باشد که بر اثر حوادث طبیعی تخریب گردیده است؛ و محل آن پشت پاسگاه انتظامی فعلی می‌باشد. 
کاروانسرای دوم که با فاصله ۵۰۰ متر از کاروانسرای قبلی می‌باشد در ۱۳۸۶ به ثبت ملی رسیده است. 
توضیح آنکه در فاصله ۶ کیلومتری این محل کاروانسرا و عمارت جداگانه‌ای به نام کوشک بهرام می‌باشد که آن عمارت نیز تخریب گردیده است.